# Garshyamnagar
Garshyamnagar è una suddivisione dell'India, classificata come census town, di 7.354 abitanti, situata nel distretto dei 24 Pargana Nord, nello stato federato del Bengala Occidentale. In base al numero di abitanti la città rientra nella classe V (da 5.000 a 9.999 persone).

## Geografia fisica
La città è situata a 22° 48' 57 N e 88° 23' 19 E.

## Società

### Evoluzione demografica
Al censimento del 2001 la popolazione di Garshyamnagar assommava a 7.354 persone, delle quali 3.707 maschi e 3.647 femmine. I bambini di età inferiore o uguale ai sei anni assommavano a 613, dei quali 298 maschi e 315 femmine. Infine, coloro che erano in grado di saper almeno leggere e scrivere erano 5.839, dei quali 3.110 maschi e 2.729 femmine.